# Danh sách công ty tư vấn Công nghệ thông tin
Danh sách dưới đây bao gồm các công ty tư vấn công nghệ thông tin trên thế giới, cùng với đó là trụ sở của các công ty cũng như số lượng nhân viên mà họ đang có. Rất nhiều công ty trong danh sách này thực hiện công việc như một công ty tư vấn bên thứ 3. Ghi chú: Không phải toàn bộ nhân viên trong công ty đều là các nhà tư vấn và những công ty có số nhân viên ít hơn 10.000 sẽ không có trong danh sách này.

## Theo châu lục

### Châu Á
| Tên                       | Trụ sở               | Tổng số nhân viên | Số liệu tính đến  |
| ------------------------- | -------------------- | ----------------- | ----------------- |
| Fujitsu                   | Tokyo, Nhật Bản      | 155,000           | 2017              |
| HCL Technologies          | Noida, Ấn Độ         | 119,291           | Tháng 12 năm 2017 |
| Hexaware                  | Navi Mumbai, Ấn Độ   | 12,734            | Tháng 3 năm 2017  |
| Infosys                   | Bangalore, Ấn Độ     | 200,364           | March 2017        |
| Larsen & Toubro Infotech  | Mumbai, Ấn Độ        | 21,023            | Tháng 3 năm 2017  |
| Mphasis                   | Bangalore, Ấn Độ     | 21,994            | Tháng 3 năm 2017  |
| UST Global                | Trivandrum, Ấn Độ    | 17,000            | Tháng 3 năm 2017  |
| Mindtree                  | Bangalore, Ấn Độ     | 19,000            | Tháng 3 năm 2018  |
| Neusoft Group             | Shenyang, Trung Quốc | 15,000            |                   |
| NIIT Technologies         | Noida, Ấn Độ         | 9,476             |                   |
| NTT Data                  | Tokyo, Nhật Bản      | 100,000           |                   |
| Pactera                   | Beijing, Trung Quốc  | 23,954            |                   |
| Tata Consultancy Services | Mumbai, Ấn Độ        | 387,223           | Tháng 3 năm 2017  |
| Tech Mahindra             | Pune, Ấn Độ          | 117,693           | Tháng 3 năm 2017  |
| Wipro                     | Bangalore, Ấn Độ     | 181,482           | Tháng 3 năm 2017  |
| WNS Global Services       | Mumbai, Ấn Độ        | 33,968            | Tháng 3 năm 2017  |

### Châu Âu
| Tên                      | Trụ sở                     | Tổng số nhân viên | Số liệu tính đến  |
| ------------------------ | -------------------------- | ----------------- | ----------------- |
| Accenture                | Dublin, Ireland            | 449,000           | Tháng 9 năm 2018  |
| Alten                    | Boulogne-Billancourt, Pháp | 24,000            | 2016              |
| Altran                   | Paris, Pháp                | 44,000            | Tháng 12 năm 2017 |
| Atos                     | Paris, Pháp                | 100,000           | 2015              |
| Capgemini                | Paris, Pháp                | 205,600           | Tháng 6 năm 2018  |
| Deloitte Touche Tohmatsu | London, Anh                | 203,000           |                   |
| EVRY                     | Oslo, Norway               | 10,000            |                   |
| Indra                    | Madrid, Tây Ban Nha        | 34,000            |                   |
| KPMG                     | Amstelveen, Hà Lan         | 188,982           | 2016              |
| PWC                      | London, Anh                | 184,000           |                   |
| Ernst & Young            | London, Anh                | 250,000           | 2017              |
| T-Systems                | Frankfurt, Đức             | 48,200            |                   |
| Tieto                    | Espoo, Phần Lan            | 15,000            |                   |
| Sogeti                   | Paris, Pháp                | 20,000            |                   |
| Sopra Steria             | Paris, Pháp                | 37,000            |                   |

### Bắc Mỹ
| Tên                                            | Trụ sở                        | Tổng số nhân viên | Số liệu tính đến |
| ---------------------------------------------- | ----------------------------- | ----------------- | ---------------- |
| Avanade                                        | Seattle, Washington           | 29,000            | 2016             |
| Booz Allen Hamilton                            | McLean, Virginia              | 23,000            |                  |
| CGI Group                                      | Montreal, Quebec, Canada      | 69,000            | Tháng 9 năm 2013 |
| Cognizant Technology Solutions                 | Teaneck, New Jersey           | 261,200           |                  |
| Conduent                                       | Florham Park, New Jersey      | 92,000            |                  |
| DXC Technology                                 | Tysons, VA                    | 170,000           |                  |
| EPAM Systems                                   | Newtown, Pennsylvania         | 22,383            |                  |
| Gartner                                        | Stamford, Connecticut         | 15,000            |                  |
| Genpact                                        | Hamilton, Bermuda             | 68,000            | Tháng 1 năm 2015 |
| HP Enterprise Services                         | Palo Alto, California         | 176,000           |                  |
| IBM Global Business Services                   | Armonk, New York              | 190,000           |                  |
| Softtek                                        | Monterrey, Nuevo Leon, Mexico | 12,000            |                  |
| Syntel                                         | Troy, Michigan                | 24,333            | Tháng 9 năm 2014 |
| Science Applications International Corporation | Reston, Virginia              | 15,000            |                  |
| Unisys                                         | Blue Bell, PA                 | 31,000            |                  |

## Những công ty không còn hoạt động nhưng đáng chú ý
- Arthur Andersen Business Consulting
- MarchFirst
- Cambridge Technology Partners